# 마르코 칼리지우리
마르코 칼리지우리 (Marco Caligiuri, 1984년 4월 14일, 빌링겐-슈벤닝겐 ~) 은 이탈리아계 독일인의 전 축구 선수이다.

## 경력
칼리지우리는 2006년 1월 18일, 분데스리가에 속한 MSV 뒤스부르크 소속으로 VfB 슈투트가르트전에서 데뷔하였고, 그 경기에서 득점도 기록하였다. 2010년 3월 16일, 그는 SpVgg 그로이터 퓌르트에 이적 의사를 나타내었고, 2010년 3월 30일, 그는 1. FSV 마인츠 05와 계약을 체결하였다. 그는 2010년 7월 1일에 새 클럽으로 이적하였다.

## 사생활
그는 SC 프라이부르크에 속한 다니엘 칼리주리의 형이다.